# 前世界遺產列表

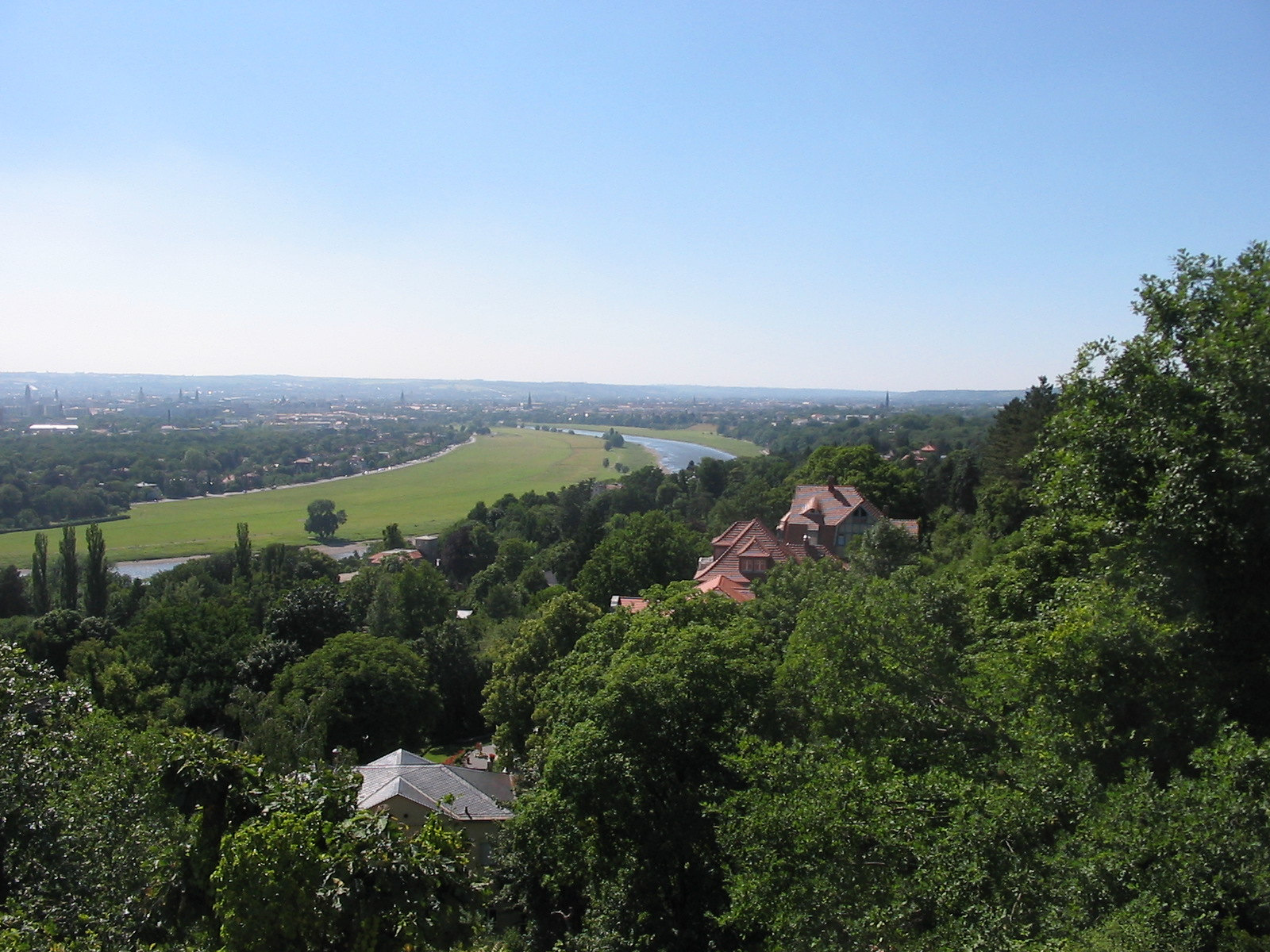
被除名的德勒斯登易北河谷

世界遺產是一個具有聲望的名稱。該名稱不僅賦予榮譽，而且還具有經濟意義，因為它帶動了旅遊業。當聯合國教科文組織世界遺產委員會確定指定地點沒有得到妥善管理或保護時，該地點有可能會被移出世界遺產之列。但是世界遺產委員會先將其關注的世界遺產放在其瀕危世界遺產名錄中，做出指定並會與地方政府以糾正這種情形。如果無效，世界遺產委員會就會將其除名。目前世界遺產委員會已將三個地點除名：阿曼的阿拉伯羚羊保护区，德國的德勒斯登易北河谷，英国的利物浦海事商城。

## 除名規定
- 192. 在以下情况下，委员会采取下述步骤，将遗产从《世界遗产名录》中除名：
  - a) 遗产严重受损，丧失了其作为世界遗产的决定性特征；
  - b) 遗产在申报时便由于人为因素导致其内在特质受到威胁，而缔约国在规定时间内又没有采取必要的补救措施（见第 116 段）。

- 193. 《世界遗产名录》内遗产严重受损，或缔约国没有在限定的时间内采取必要的补救措施，此遗产所在缔约国应该把这种情况通知秘书处。
- 194. 如果秘书处从缔约国之外的第三方得到了这种信息，秘书处会与相关缔约国磋商，尽量核实信息来源与内容的可靠性，并且听取缔约国的意见。
- 195. 秘书处将要求相关咨询机构提交对所收到信息的意见。
- 196. 委员会将审查所有可用信息，做出处理决定。根据《公约》第 13（8）条的规定，委员会与会委员三分之二以上投票同意，该决定方能通过。在未就此事宜与缔约国协商之前，委员会不应做出把遗产除名的决定。　
- 197. 应将委员会的决定传达给缔约国，同时尽快将决定公布于世。
- 198. 如果委员会的决定变更了目前的《世界遗产名录》，变更内容将体现在下一期的《世界文化遗产名录》中。

 — 实施《世界遗产公约》操作指南——Ⅳ .C 《世界遗产名录》中遗产彻底除名的程序

## 被除名的世界遺產
| 遺產名           | 國家 | 登錄年分 | 登錄基準               | 瀕危            | 除名年分 |
| ---------------- | ---- | -------- | ---------------------- | --------------- | -------- |
| 阿拉伯羚羊保护区 | 阿曼 | 1994年   | (x)                    | 沒有            | 2007年   |
| 德勒斯登易北河谷 | 德国 | 2004年   | (ii), (iii), (iv), (v) | 2006年 - 2009年 | 2009年   |
| 利物浦海事商城   | 英国 | 2004年   | (ii), (iii), (iv)      | 2012年 - 2021年 | 2021年   |

### 2007年阿曼
阿拉伯羚羊保护区于2007年6月28日在新西兰基督城召開的第31屆世界遗产委员会会议中宣布被除名，也是成為首個被除名的世界遺產，其除名理由是阿曼政府將該保護區面積縮減九成，這保護區已名存實亡，不再符合世界遺產的標準。阿拉伯羚羊保护区位於阿曼的中東沙漠及高山地區，主要有阿拉伯羚羊，保護區在1994年被聯合國教科文組織的世界遗产委员会会议列入為世界遺產之一，偷獵和棲息地退化使羚羊種群幾乎消失。在被除名時，只有4對羚羊有繁殖能力。

### 2009年德國
2009年6月25日，在西班牙塞维利亚召开年度会议的世界遗产委员会宣布，世界遺產德勒斯登易北河谷由于当地政府的建桥工程（森林宮大橋）破坏了德国德累斯顿易北河谷的独特景观，决定将这一遗产地从《世界遗产名录》中去除。在被除名之前，當地德勒斯登地方政府之間為支持這座橋而進行了漫長而持久的鬥爭。2005年舉行了關於修建橋樑的公民投票，但未告知選民這會使這一處世界遺產受到威脅。2006年時被列入瀕危世界遺產，並令其延期工程，2009年時因為橋樑的建設正在進行中，拒絕再延期工程，世界遺產委員會以14比5將其除名，成為第二個被除名的世界遺產。森林宮大橋於2013年啟用。

### 2021年英國
2021年7月21日，在中华人民共和国福州市召開的第44屆世界遗产大会中宣布，由於利物浦海事商城周邊的開發計畫破壞了基地的真實與完整性，決定將此地從世界遺產除名。

## 縮小範圍的世界遺產

### 2017年喬治亞
聯合國教科文組織於2017年將「巴格拉特大教堂及格拉特修道院」之中的巴格拉特主教座堂排除在外，因為其重大改建後與原貌出入太大而破壞遺產的歷史真實性和完整性。但是與其一同列入世界遺產格拉特修道院仍然保有世界遺產地位並從瀕危世界遺產除名。

## 當前或過去面臨除名危機的世界遺產
過去也有一些世界遺產有被世界遺產委員會打算除名的危險性，但也有避免被除名的案例。
| 名称           | 图像        | 位置                                                                | 标准                         | 面积（公顷） | 年份 | 濒危      | 原因 | 来源     |
| -------------- | ----------- | ------------------------------------------------------------------- | ---------------------------- | ------------ | ---- | --------- | --- | -------- |
| 加兰巴国家公园 |             |                                                                     |                              |              |      |           | |          |
| 科隆大教堂     |             | 德国北莱茵-威斯特法伦 · 50°56′29″N 6°57′29″E / 50.94139°N 6.95806°E | 文化： （i）、（ii）、（iv） | —            | 1996 | 2004–2006 | 因為在附近的建造高層建築的計劃對遺產的完整性構成威脅而在2004年列入瀕危世界遺產名錄，當地暫緩興建計劃並建立緩衝區後，這項遺產在2006年從瀕危世界遺產名錄上刪除。另外若從世界遺產名錄上除名，將可能使當地觀光收入下降。 | :116 :46 |
| 維也納歷史中心 | Vienna.JPG. | · 奥地利維也納 · 48°12′N 16°22′E / 48.200°N 16.367°E                | 文化： (ii)(iv)(vi)          | 371（920）   | 2001 | 2017–     | 在2017年時因為附近高層建築計畫而列入瀕危世界遺產，這個遺產也進一步面臨了除名的危機。 | [ 17 ]   |

## 外部連結
- 被除名的世界遺產位置圖 （页面存档备份，存于）